# Bryde-bálna/Trópusi bálna fajkomplexum
A Bryde-bálna/Trópusi bálna fajkomplexum (Balaenoptera cf brydei/edeni) az emlősök (Mammalia) osztályának párosujjú patások (Artiodactyla) rendjébe, ezen belül a barázdásbálna-félék (Balaenopteridae) családjába tartozó fajkomplexum.
A Bryde-bálna/Trópusi bálna fajkomplexum általában két, de néha három különböző barázdásbálnát is magába foglal. Ránézésre – kis méretkülönbség és különböző élőhely kivételével – ezek a bálnák egyformának tűnnek; még nem sikerült a kutatóknak megtudniuk, hogy e 2-3 bálna külön, önálló fajt képez-e, vagy ugyanannak a fajnak különböző alfajairól van-e szó, vagy talán csak más-más térségekben élő állományok tagjai.

## Bryde-bálna
A Bryde-bálna (Balaenoptera brydei) Olsen, 1913 – tudományos fajnevét a norvég Johan Bryde-ról kapta. Bryde norvég konzul volt a Dél-afrikai Köztársaságban, ő alapította az első bálnavadász állomást abban az országban.
Világszerte előfordul a trópusi és meleg mérsékelt övi óceánokban, illetve tengerekben, az északi szélesség 40°-a és a déli szélesség 40°-a között. A 16-22 Celsius-fokos vízhőmérsékletet kedveli. Az Észak-Csendes-óceánban, a japán Honsú szigettől keletre az Amerikai Egyesült Államokbeli Washington államig tart az élőhelye. A Kaliforniai-öbölben állandó állománya van; Ecuador és Peru vizeiből júliustól szeptemberig hiányzik. Ebben az óceánban a legdélebbi példányai Chilénél és Új-Zéland Északi-szigeténél találhatók.
A csontozat és koponyaalak szempontjából Tajvannál, a Fülöp-szigeteknél és Indonézia vizeiből egy másfajta Bryde-bálnát, a fajkomplexum harmadik tagját vélik látni a kutatók; azonban ennek önállósága még vita tárgya. Az Ogaszavara-szigeteknél, Hawaiinál, Alsó-Kalifornia nyugati partjainál és a Kaliforniai-öböl déli részénél vett mitokondriális DNS minták és azok vizsgálata azt mutatta, hogy azok a példányok mind egy fajhoz tartoznak. Hawaii közelében léteznek állandó és vándorló állományai is. A Japán-tengerben csak „ritka kóborló”-nak számít. A legészakibb észlelt Bryde-bálna egy 5 méteres fiatal példány volt, amely a partra vetődött, 2011-ben az orosz Nahodkánál.
Az Indiai-óceánban a déli szélesség 35°-ától északra fordul elő. Az állomány nagy része Ázsia délnyugati öbleiben él, illetve vándorol. Egyes források szerint nem hatol be a Vörös-tengerbe, míg mások szerint állandó állománya is van ott. Az Atlanti-óceán nyugati részén megtalálható az észak-karolinai Cape Hatterastól a Mexikói-öbölig - itt legfeljebb 100 egyedről van szó. A Karib-tengeren is előfordul, egészen Brazília déli részéig. Míg az Atlanti-óceán keleti felén a Bryde-bálna az Azori- és Madeira-szigetektől kezdve Afrika mentén délfelé, a Dél-afrikai Köztársaságig megtalálható. Még nincs pontos bizonyíték arra, hogy ez a bálna behatolt volna a Földközi-tengerbe; habár egyesek néhány csontot neki tulajdonítanak.
Nagyobb méretű, mint a trópusi bálna. Az Olsen által megmért legnagyobb példány 1912 novemberében, Durban vizeiből került elő; ez a nőstény 14,95 méteres volt. Az eddig kifogott legnagyobb nőstény 15,51 méteres, míg a legnagyobb hím 14,56 méteres volt. Az ivarérettséget körülbelül 8-11 évesen érik el. Az újszülött borjú 3,95-4,15 méteres. A felnőtt Bryde-bálna testtömege 12-25 tonna közötti.

## Trópusi bálna
A trópusi bálna (Balaenoptera edeni) Anderson, 1879 - tudományos fajnevét Sir Ashley Edenről, Brit India akkori uralkodójáról kapta.
Ennek a bálnának az elterjedése az Indiai-óceánra és a Csendes-óceán nyugati részére korlátozódik. Állományának legnagyobb része Mianmar, Banglades, India, Thaiföld, Vietnám, Tajvan és Kína keleti vizeiben található meg; azonban még fellelhető Japán délnyugati szigeteinek környékén, a Salamon-szigeteknél, Ausztrália keleti partjainál, délfelé egészen az új-zélandi Északi-szigetig.
Kisebb méretű a Bryde-bálnánál. Az indiai-óceáni trópusi bálna eddig kifogott legnagyobb nősténye 13,7-14,4 méteres, míg a legnagyobb hímje 13,1-13,7 méteres volt. Japán vizeiben ugyanennek a bálnának a nősténye 13,3 méter hosszú, míg a hím 12,9 méteres. Az ivarérettséget körülbelül 12, illetve 11,9 méteresen éri el.

## Egyebek
Dél-Afrika környékén, a partok közelében él egy kisebb méretű Bryde-bálnaszerű állat, olykor ezt tartják a fajkomplexum harmadik tagjának. Egy negyedik állat található az Indiai-Csendes-óceánokban, ezt a koponyaalak alapján lehet megkülönböztetni, azonban az is meglehet, hogy ez is a fenti kettőnek az egyik állományát képezi. A 2003-ban leírt Balaenoptera omurait is korábban egyszer törpe Bryde-bálnának, máskor pedig törpenövésű közönséges barázdásbálnának (Balaenoptera physalus) tekintették.

### Fordítás
- Ez a szócikk részben vagy egészben  a   Bryde's whale című angol Wikipédia-szócikk ezen változatának fordításán alapul.  Az eredeti cikk szerkesztőit annak laptörténete sorolja fel. Ez a jelzés csupán a megfogalmazás eredetét és a szerzői jogokat jelzi, nem szolgál a cikkben szereplő információk forrásmegjelöléseként.